# ستيوارت بيل ماكلينان
ستيوارت بيل ماكلينان (بالإنجليزية: Stewart Bell Maclennan)‏ (14 مايو 1903 – 6 يوليو 1973) فنان نيوزيلندي ومدير لمعرض الفنون الوطني في نيوزيلندا. ولد ماكلينان في دنيدن في 14 مايو 1903. تلقى تدريبه الفني في كلية دنيدن للفنون والكلية الملكية للفنون في لندن. في عام 1946 أصبح مسؤول التعليم في المعرض الوطني للفنون، وعين مديراً بعد ذلك بعامين. وظل في هذا الدور حتى عام 1968. وكان عضوا في مجلس أكاديمية نيوزيلندا للفنون الجميلة 1943-1949 ، ونائب الرئيس من 1949 إلى 1959.